# Cake
Cake, właściwie CAKE – amerykański zespół rockowy pochodzący z Sacramento, Kalifornia grający rock alternatywny i indie rock. Zespół nagrał kilka przebojów na przestrzeni lat 90. XX wieku i na początku XXI.

## Historia

### Początki, Motorcade of Generosity
Zespół Cake został stworzony w 1991 roku w Kalifornii przez pięciu amerykańskich muzyków : wokalistę, multiinstrumentalistę i autora tekstów Johna McCrea, gitarzystę Grega Browna, trębacza Vince DiFiore, basistę Shona Meckfessela i perkusistę Franka Frencha. Na początku działalności, w 1991 roku, zespół wydał demo, „Is This Love?”, zaś dwa lata później ukazał się debiutancki singiel zespołu, „Rock ’N’ Roll Lifestyle”. Singiel dotarł do 31. miejsca na liście US Modern Rock Tracks. Singiel odniósł duży sukces często był puszczany w amerykańskich radiach. Po wydaniu tego singla, zespół nagrał 12 innych piosenek i wydał pierwszy album: „Motorcade of Generosity”. W tym czasie zespół opuścił Shon Meckfessel, jego miejsce zajął Gabe Nelson, który z kolei odszedł po kilku miesiącach (zastąpił go Victor Damiani). Zespół podpisał kontrakt z Capricorn Records. Z zespołem pożegnał się również Frank French.

### Okres Fashion Nugget
W roku 1996 zespół wydał kolejny album, „Fashion Nugget”, który zdobył ogromną popularność w USA, zaś singiel „The Distance” był regularnie nadawany w amerykańskich stacjach radiowych. Następnym singlem z tej płyty został cover piosenki śpiewanej przez Glorię Gaynor pt. „I Will Survive”. 

### Okres Prolonging the Magic
W trakcie nagrywania materiału na trzeci album studyjny do zespołu powrócił Gabe Nelson, który zastąpił Victora Damianiego. 6 października 1998 roku wydano trzeci album – „Prolonging the Magic”. Singlem promującym album został „Never There”, która to piosenka utrzymała się 3 tygodnie na 1. miejscu na liście U.S. Modern Rock Tracks. Po wydaniu albumu z zespołu odszedł Greg Brown, którego zastąpił Xan McCurdy.

### Comfort Eagle
W 2001 roku zespół wydał album długogrający pt. „Comfort Eagle”, który stał się pierwszym albumem Cake wydanym przez Columbia Records. Singlem promującym płytę stał się „Short Skirt/Long Jacket”, który wspiął się na 7. miejsce na liście U.S. Modern Rock Tracks.

### Okres Pressure Chief
Piąty album zespołu, „Pressure Chief”, został wydany 5 października 2004 roku. Single z tej płyty : „No Phone” i „Carbon Monoxide” oraz ich wykonanie piosenki zespołu Bread pt. „The Guitar Man” zyskały sobie dużą popularność w USA i okazały się przebojem.

### B-Sides and Rarities
Cake wydał kompilację swoich rzadko dostępnych utworów pt. „B-Sides and Rarities” w październiku 2007 roku. Zawiera ich wykonanie piosenki zespołu Black Sabbath pt. „War Pigs” i cover piosenki Barry’ego White’a pt. „Never, Never Gonna Give You Up,” oraz wersje live utworów „Short Skirt/Long Jacket” i „It’s Coming Down”. Kompilacja została wydana za pośrednictwem prywatnej wytwórni należącej do zespołu Cake, Upbeat Records.

### Plany na przyszłość

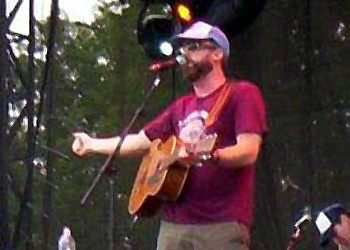
John McCrea wraz z zespołem Cake w 2005 roku

Cake ujawnił, że trwają prace nad dwoma nowymi albumami : „Live at the Crystal Palace”, który ma być pierwszym albumem live zespołu oraz nad nowym albumem studyjnym, którego data wydania jest przewidywana na początek roku 2009. Producentem będzie Upbeat Records.

## Styl w muzyce
Mimo tego, że muzyka zespołu Cake jest klasyfikowana jako rock alternatywny, punk rock lub indie rock, muzyka zespołu jest kombinacją wielu różnych stylów i nurtów w muzyce m.in. funk, ska, pop, jazz, rap, country. Muzyka oparta jest na mocnych, często skomplikowanych riffach gitarowych oraz mocnym wokalu Johna McCrea. Wokale często są stylizowane na rap, jednak w lakonicznym stylu. Słyszymy też często trąbkę, wprowadzaną przez Vince DiFiore. Działalność, muzyka zespołu Cake jest porównywana do zespołów takich jak: Soul Coughing, They Might Be Giants, Talking Heads, The Cars, Camper Van Beethoven, i Lou Reed.

## Trasy koncertowe
Cake wziął udział w Unlimited Sunshine Tour w 2002 roku, w której oprócz Cake wzięły udział takie zespoły jak : Modest Mouse, The Flaming Lips, De La Soul, Kinky i The Hackensaw Boys. Cake wziął udział w trasie koncertowej w 2003 roku z takimi artystami jak : Cheap Trick, Charlie Louvin, The Detroit Cobras. Trasa koncertowa została powtórzona w 2007 roku wraz z Brazilian Girls i The Detroit Cobras. 

## Inne występy

### Występy z innymi artystami
- John McCrea dodał tylny wokal do piosenki Bena Foldsa pt. „Fred Jones Part 2” na jego albumie zatytułowanym „Rockin’ the Suburbs”.
- McCrea dodał również wokal do piosenki „The Headphonist” na albumie zatytułowanym „Atlas” autorstwa meksykańskiego artysty Kinky.

### Występy w mediach
- Instrumentalna wersja utworu „The Distance” znalazła się w jednym z odcinków serialu „The Simpsons” pt. „Saddlesore Galactica”.
- Piosenka „Shadow Stabbing” z albumu „Comfort Eagle” znalazła się na soundtrackach do dwóch filmów : „Orange County”, „Wordplay” i „Shallow Hal”.
- Piosenki „Daria”, „Rock ’N’ Roll Lifestyle” i „Friend is a Four Letter Word” pojawiają się jako piosenki końcowe w odcinkach amerykańskiego serialu „Daria”.
- Piosenka „Frank Sinatra” pojawiła się w odcinku „Rodzina Soprano” pt. „The Legend of Tennessee Moltisanti."
- Piosenka zespołu, „I Will Survive” pojawiła się w filmach : „Survive Style 5+”, „Sekretarka” i  „Mambo Italiano”.
- Piosenka „Comfort Eagle” pojawiła się w filmie „Shallow Hal”.
- Piosenki „When You Sleep,” „Sheep Go to Heaven,” „You Turn the Screws,” „Open Book” i „Never There” znalazły się na soundtracku do filmu „Sidewalks of New York”.
- „Never There” pojawiła się w jednym z odcinków serialu „Przyjaciele” pt. „The One Where Rachel Smokes”.
- „Hem of Your Garment” pojawił się w filmie „Ja, Irena i Ja”.
- „Short Skirt, Long Jacket” pojawiła się w filmach „Anchorman” i „Waitress” oraz serialu „Ostry dyżur” (odc. 8/03 „Blood, sugar, sex, magic”)oraz jej motyw gitarowy jest czołówką serialu „Chuck”.
- Piosenka „The Distance” była używana przez dwa lata w reklamie irlandzkiej whisky.
- „Love You Madly” został użyty w jednym z odcinków serialu „Tajemnice Smallville”.
- Wideo „Rock ’N’ Roll Lifestyle” pojawiło się w jednym z odcinków Weird TV.
- „Never Gonna Give You Up” pojawiło się w filmie „American Werewolf”.
- „Perhaps, Perhaps, Perhaps” został użyty w filmach „Welcome to Woop Woop”, „Dream for an Insomniac”, „El Segundo Aire”, reklamie ketchupu Heinz i w telewizyjnym show „Opposite Sex”.
- Piosenka „Strangers in the Night” występuje w grze komputerowej pt. „Stubbs the Zombie in Rebel Without a Pulse”.
- Piosenka „I Will Survive” i inne z albumu „Fashion Nugget” pojawiły się w niemieckim filmie pt. „Herr Lehmann”.
- „Italian Leather Sofa” została użyta jako intro w filmie „Mission Hill”.
- „Long Time” pojawiła się w ostatnim odcinku pierwszego sezonu serialu „Shameless”, pt. „Father Frank, Full of Grace”.

## Skład[4]

### Obecni członkowie
- John McCrea (od 1991) – wokal, gitara, keyboard
- Vince DiFiore (od 1991) – trąbka, keyboard, perkusja
- Xan McCurdy (od 1998) – gitara elektryczna, bas
- Gabe Nelson (od 1998) – gitara basowa
- Paulo Baldi (od 2004) – perkusja, bębny

### Dawni członkowie
- Greg Brown (1991–1998) – gitara elektryczna
- Victor Damiani (1994–1998) – gitara basowa
- Shon Meckfessel (1991–1994) – gitara basowa
- Frank French (1991–1994) – perkusja
- Todd Roper (1994–2001) – perkusja
- Pete McNeal (2001–2004) – perkusja

## Dyskografia[5]

### Albumy studyjne
- Motorcade of Generosity (1994)
- Fashion Nugget (1996)
- Prolonging the Magic (1998)
- Comfort Eagle (2001)
- Pressure Chief (2004)
- Motorcade of Generosity Reedycja (2008)

### Demo
- „Is This Love?” (1991)

### Minialbumy (EP)
- „Three Song Sampler” (1995)
- „Tour Nuggets” (1995)
- „A Piece of Cake” (1996)
- „Comfort Eagle Sampler” (2001)
- „Extra Value” (2004)
- „Wheels” (2004)

### Single
- „Rock ’N’ Roll Lifestyle” (1993)
- „Jolene” (1994)
- „Ruby Sees All” (1995)
- „The Distance” (1996)
- „I Will Survive” (1997)
- „Frank Sinatra” (1997)
- „Perhaps, Perhaps, Perhaps” (1997)
- „Friend is a Four Letter Word” (1998)
- „Never There” (1998)
- „Sheep Go to Heaven” (1999)
- „Let Me Go” (1999)
- „You Turn the Screws” (1999)
- „Short Skirt/Long Jacket” (2001)
- „Arco Arena” (2001)
- „Love You Madly” (2004)
- „No Phone” (2004)
- „Carbon Monoxide” (2004)

### Kompilacje
- „B-Sides and Rarities” (2007)